# Galina Murašova
Galina Murašova (auch russisch Галина Мурашова, Galina Muraschowa; * 22. Dezember 1955 in Vilnius) ist eine ehemalige litauische Diskuswerferin, die in den 1980er Jahren für die Sowjetunion startete.
1980 wurde sie Siebte bei den Olympischen Spielen in Moskau und 1982 Sechste bei den Leichtathletik-Europameisterschaften in Athen.
Bei den Leichtathletik-Weltmeisterschaften 1983 in Helsinki und bei den Wettkämpfen der Freundschaft, die die Ostblockländer 1984 ersatzweise für die von ihnen boykottierten Olympischen Spielen in Los Angeles organisierten, gewann sie Silber. Bei den Olympischen Spielen 1988 in Seoul schied sie in der Qualifikation aus.
1983 und 1988 wurde sie sowjetische Meisterin. Ihre Bestweite von 72,14 m, aufgestellt am 17. August 1984 in Prag, ist bis heute litauischer Landesrekord.